# 衣康酸铵
衣康酸铵是一种有机酸的铵盐，化学式为C
5H
12N
2O
4。它可由衣康酸和氨水反应制得。它和其它衣康酸衍生物一样，可以用作聚合物（如高吸水性聚合物、合成橡胶等）、粘合剂及生物燃料的前体。